# 沃特金斯島
沃特金斯島（英語：Watkins Island）是南極洲的群島，屬於比斯科群島的一部分，位於拉瓦錫島西南5公里，島嶼長8公里，阿根廷、智利和英國均宣稱擁有主權。